# Sosnówka (rejon bereski)
Sosnówka (biał. Сасноўка; ros. Сосновка) – wieś na Białorusi, w obwodzie brzeskim, w rejonie bereskim, w sielsowiecie Malecz.
Należała do ekonomii prużańskiej. W dwudziestoleciu międzywojennym leżała w Polsce, w województwie poleskim, w powiecie prużańskim.